# Jacquemontia subsessilis
Jacquemontia subsessilis är en vindeväxtart som beskrevs av Stefano Moricand. Jacquemontia subsessilis ingår i släktet Jacquemontia och familjen vindeväxter. Inga underarter finns listade i Catalogue of Life.